# Ryszard Seruga
Ryszard Seruga (Nowy Sącz, 31 de marzo de 1953) es un deportista polaco que compitió en piragüismo en la modalidad de eslalon. Ganó cuatro medallas en el Campeonato Mundial de Piragüismo en Eslalon entre los años 1975 y 1981.
Participó en los Juegos Olímpicos de Múnich 1972, ocupando el quinto lugar en la prueba de C2.

## Palmarés internacional
| Campeonato Mundial | Campeonato Mundial  | Campeonato Mundial | Campeonato Mundial |
| Año                | Lugar               | Medalla            | Competición        |
| ------------------ | ------------------- | ------------------ | ------------------ |
| 1975               | Skopie (Yugoslavia) | Medalla de bronce  | C2 por equipos     |
| 1977               | Spittal (Austria)   | Medalla de bronce  | C2 por equipos     |
| 1979               | Jonquière (Canadá)  | Medalla de oro     | C2 por equipos     |
| 1981               | Bala (Reino Unido)  | Medalla de plata   | C2 por equipos     |